# Media Factory
Media Factory (株式会社メディアファクトリー, Kabushiki-gaisha Mediafakutorī) é uma editora japonesa, fundada em 1 de dezembro de 1986 e sua matriz fica localizada em Chūō, Tóquio. É uma subsidiária da Recruit Co., Ltd.. Media Factory provavelmente foi a primeira distribuidora a pedir aos sites que não fizessem fansubs de nenhum anime licenciado pela companhia.
Media Factory também tem uma revista mensal de mangás, a Monthly Comic Alive.

## Anime
Os títulos de anime e mangá a seguir estão associados a empresa Media Factory.
- Akane Maniax (OAV)
- Area 88 (TV, mangá)
- ATASHIn'CHI (filme)
- Boku wa Tomodachi ga Sukunai (mangá)
- Burst Angel (TV)
- Candy Boy" (mangá)
- Dance In The Vampire Bund (mangá)
- Divergence Eve (TV)
- Dokkoida?! (TV)
- Gad Guard (TV)
- Gankutsuou (TV)
- Gate Keepers (TV)
- Genshiken (TV)
- Gift ~eternal rainbow~ (TV)
- Ginga Reppuu Baxinger (TV)
- Ginga Senpuu Braiger (TV)
- Ginga Shippu Sasuraiger (TV)
- Gravion (TV)
- Green Green (OVA)
- Ikki Tousen (TV)
- Kage Kara Mamoru! (TV)
- Kamisama Kazoku (TV)
- Kanokon (TV)
- Kimi ga Nozomu Eien (TV)
- Kujibiki Unbalance (OAV)
- Kurau: Phantom Memory (TV)
- Made in Abyss (TV)
- Mai, the Psychic Girl (mangá)
- Maria Holic (TV)
- Mouse (TV)
- Najica Blitz Tactics (TV, mangá)
- Okusama wa Mahou Shoujo (TV)
- Plawres Sanshiro (TV)
- Pokémon - Destiny Deoxys (filme)
- Pokémon: Jirachi Wish Maker (filme)
- Pokémon 4Ever (filme)
- Project A-ko (filme)
  - Project A-ko 2: Plot of the Daitokuji Financial Group (OAV)
  - Project A-ko 3: Cinderella Rhapsody (OAV)
  - Project A-ko 4: Final (OAV)
  - A-Ko The Versus (OAV)
- Pugyuru (TV)
- Queen's Blade (TV)
- RahXephon (TV, OAV, filme)
- Reign: The Conqueror (TV)
- School Rumble (TV)
- Shura no Toki (TV)
- Soul Eater (TV)
- Sousei no Aquarion (TV)
- Strawberry Panic! (TV) - Patrocinador, venda de DVD
- Tenbatsu Angel Rabbie (OAV)
- The World of Narue (TV)
- Translucent (mangá)
- Twin Spica (TV, manga)
- UFO Ultramaiden Valkyrie (TV)
  - UFO Princess Valkyrie 2 (TV)
  - UFO Princess Valkyrie Deluxe (OAV)
- Vandread (TV)
  - Vandread Taidouhen (OAV)
  - Vandread: The Second Stage (TV)
- Wandaba Style (TV)
- Zaion: I Wish You Were Here (TV)
- Zero no Tsukaima (mangá)